# Kanada na Zimních olympijských hrách 1952
Kanada se účastnila Zimní olympiády 1952. Zastupovalo ji 39 sportovců (31 mužů a 8 žen) v 6 sportech.

## Medailisté
| Medaile | Jméno | Sport          | Soutěž      |
| ------- | --- | -------------- | ----------- |
| Zlato   | George Abel John Davies Billy Dawe Robert Dickson Donald Gauf William Dickson Ralph Hansch Robert Meyers David Miller Eric Paterson Thomas Pollock Allan Purvis Gordon Robertson Louis Secco Francis Sullivan Bob Watt | Lední hokej    | Turnaj mužů |
| Bronz   | Gordon Audley | Rychlobruslení | Muži 500 m  |